# Prazeres (Calheta)
Prazeres est une freguesia portugaise située dans la ville de Calheta, dans la région autonome de Madère.
Avec une superficie de 13,03 km2 et une population de 672 habitants (2001), la paroisse possède une densité de 51,6 hab/km2.